# Désoxygénation
En chimie, la désoxygénation est la perte d'un ou plusieurs atomes d'oxygène.
En chimie organique, un exemple est le remplacement d'un groupement hydroxyle par un hydrogène. (A-OH → A-H) dans la réaction de Barton-McCombie ou dans la réaction de Markó-Lam.

## Désoxygénation des océans
Une étude du Global ocean oxygen network (GO2NE), groupe de travail créé en 2016 par la Commission océanographique intergouvernementale de l’UNESCO, représentant 21 institutions dans 11 pays, révèle qu'au cours des 50 dernières années, la proportion de zones de haute mer dépourvues de tout oxygène a plus que quadruplé et que les sites à faible teneur en oxygène situés près des côtes ont été multipliés par 10 depuis 1950. Les scientifiques estiment que la teneur en oxygène va continuer à chuter dans ces deux types de zones au fur et à mesure que la Terre se réchauffera ; pour mettre un terme à ce déclin, il est nécessaire de limiter le changement climatique et la pollution par les nutriments, en particulier les engrais et les eaux usées.